# Nicolaus II Bernoulli
Nicolaus II Bernoulli, conosciuto anche come Niklaus II Bernoulli o Nikolaus II Bernoulli (Basilea, 6 febbraio 1695 – San Pietroburgo, 31 luglio 1726), è stato un matematico e fisico svizzero, importante membro della famiglia Bernoulli.

## Biografia
Lavorò principalmente sulle curve, le equazioni differenziali e la probabilità. Fu contemporaneo di Leonardo Eulero. Diede importanti contributi anche allo sviluppo della fluidodinamica.
Era fratello maggiore di Daniel Bernoulli, al quale insegnò matematica e con il quale discusse del paradosso di San Pietroburgo. Già da bambino aveva imparato diverse lingue. Dall'età di 13 anni studiò matematica e diritto all'Università di Basilea. Nel 1711 ricevette la laurea in Filosofia e nel 1715 il dottorato in Legge. Nel 1716-17 insegnò privatamente a Venezia, per poi succedere nel 1719, all'Università di Padova, a Giovanni Poleni sulla cattedra di matematica. Fece da assistente a suo padre Johann nella corrispondenza sulla disputa Newton-Leibniz, come pure nella disputa tra suo padre e Taylor. Nel 1720 sollevò il problema del moto di corpi con traiettorie ortogonali, con l'intenzione di lanciare una sfida ai colleghi inglesi "newtoniani". Dal 1723 fu professore di giurisprudenza in una scuola di Berna. Nel 1725, insieme a suo fratello Daniel, col quale era in viaggio attraverso l'Italia e la Francia, fu invitato da Pietro il Grande nella Accademia di San Pietroburgo appena fondata. Là, nell'ambito della teoria della probabilità, discusse con il fratello del paradosso di San Pietroburgo, argomento sul quale Daniel pubblicò in seguito diversi lavori. Otto mesi dopo la sua assunzione morì per un violento attacco febbrile. La sua cattedra fu occupata nel 1727 da Eulero.